# Скучаи
Скучаи — пустующая деревня в Добринском районе Липецкой области России.

## География
Расположено в центральной части Добринского сельсовета. Граничит с посёлком Брянским. 

## История
Возникла в ходе столыпиской аграрной реформы.
В 1928 году состояла из 27 дворов. 
Входила в состав Сафоновской волости Усманского уезда Тамбовской губернии до 1928 года, затем в состав Сафоновского сельского совета Добринского района.
С 12 мая 2014 года входит в сельское поселение Добринский сельсовет.

## Население
| 2010 |
| ---- |
| 0    |